# Vänö
Vänö est une île de l'archipel finlandais à Kimitoön en Finlande.

## Géographie
Vänö a une superficie de 1,9 km2,.
Vänö est desservi par le M/S Stella depuis Kasnäs.
L'île de Vänö à des prairies fleuries où paissent les moutons. 
La population de fauvette épervière est parmi les plus denses de Finlande.